# Вонхоцьк (гміна)
Гміна Вонхоцьк (пол. Gmina Wąchock) — місько-сільська гміна у східній Польщі. Належить до Стараховицького повіту Свентокшиського воєводства.
Станом на 31 грудня 2011 у гміні проживало 7202 особи.

## Територія
Згідно з даними за 2007 рік площа гміни становила 81.82 км², у тому числі:
- орні землі: 29.00%
- ліси: 61.00%

Таким чином, площа гміни становить 15.64% площі повіту.

## Населення
Станом на 31 грудня 2011:
| Опис     | Загалом | Загалом | Чоловіки | Чоловіки | Жінки | Жінки |
| -------- | ------- | ------- | -------- | -------- | ----- | ----- |
| одиниця  | осіб    | %       | осіб     | %        | осіб  | %     |
| все      | 7202    | 100     | 3495     | 48.53    | 3707  | 51.47 |
| міське   | 2912    | 100     | 1420     | 48.76    | 1492  | 51.24 |
| сільське | 4290    | 100     | 2075     | 48.37    | 2215  | 51.63 |

## Сусідні гміни
Гміна Вонхоцьк межує з такими гмінами: Бодзентин, Броди, Міжець, Павлув, Скаржисько-Каменна, Скаржисько-Косьцельне, Стараховіце, Сухеднюв.